# Üllő SE
Az Üllő SE egy magyar sportegyesület, melynek székhelye, Üllő. 2011-től az NB III - Alföld csoport-ban játszanak.

## Jelenlegi keret
2011/2012-es szezon. 
| # |              | Poszt | Név             |
| - | ------------ | ----- | --------------- |
|   | Magyarország | K     | Hell István     |
|   | Magyarország | K     | Szűcs Lajos     |
|   | Magyarország | V     | Várkonyi Zoltán |
|   | Magyarország | V     | Farkas Tamás    |
|   | Magyarország | V     | Minárik Gábor   |
|   | Magyarország | V     | Hamza Tamás     |
|   | Magyarország | V     | Csáky Norbert   |
|   | Magyarország | V     | Tvaruska Attila |
|   | Magyarország | KP    | Borbély Dániel  |
|   | Magyarország | KP    | Lantos István   |

| # |              | Poszt | Név             |
| - | ------------ | ----- | --------------- |
|   | Magyarország | KP    | Hunya Krisztián |
|   | Magyarország | KP    | Kiss András     |
|   | Magyarország | KP    | Szűcs Richárd   |
|   | Magyarország | KP    | Benkó Péter     |
|   | Magyarország | KP    | Simon Ádám      |
|   | Magyarország | KP    | Hollauer Balázs |
|   | Magyarország | CS    | Roik István     |
|   | Magyarország | CS    | Inotai Attila   |
|   | Magyarország | CS    | Oláh Tamás      |
|   | Magyarország | CS    | Gál József      |
|   | Magyarország | CS    | Baranyi Péter   |

## Híres játékosok
| - Mle Collins |

## Külső hivatkozások
- Üllő SE hivatalos honlapja[halott link]
- Üllő SE rajongói oldal